# Yvonne Roeb
Yvonne Roeb (* 1976 in Frankfurt am Main) ist eine deutsche Bildhauerin, Zeichnerin, Videokünstlerin und Collagistin.

## Leben
Yvonne Roeb stammt aus einer konservativen Arztfamilie aus Bad Homburg.
Roeb studierte Kunstgeschichte und Freie Kunst bei Katharina Fritsch und Timm Ulrichs an der Kunstakademie Münster. Ab 2005 war Roeb Meisterschülerin bei Katharina Fritsch. 2011 erhielt sie ein Arbeitsstipendium der Stiftung Kunstfonds. In dem Zusammenhang verbrachte sie mehrere Monate zu Studienzwecken in New York City. 2017 brachte der Fernsehsender Arte auf Metropolis ein Porträt der Künstlerin.
Die Künstlerin lebt und arbeitet in Berlin und Düsseldorf. Ihr Lebensmittelpunkt befindet sich im Berliner Stadtteil Kreuzberg.

## Auszeichnungen
|      |                                                  |                       |
| 2008 | Hoesch-Stahlkunstpreis für Skulpturen            |                       |
| 2006 | Förderpreis des Vereins der Freunde und Förderer | Kunstakademie Münster |

## Stipendien
|      |                                                              |
| 2021 | Atelierstipendium an der Cité Internationale des Arts, Paris |
| 2020 | Arbeitsstipendium der Stiftung Kunstfonds                    |
| 2020 | Sonderstipendium des Landes Berlin                           |
| 2018 | Kallmann-Preis des Kallmann Museums Ismaning                 |
| 2017 | Künstlerhaus Schloss Balmoral, Bad Ems                       |
| 2014 | Galeria Kiosko, Santa Cruz de la Sierra, Bolivien            |
| 2011 | Arbeitsstipendium der Stiftung Kunstfonds                    |
| 2007 | Villa Arson, Nizza                                           |
| 2003 | Ecole supérieure des Beaux-Arts de Genève                    |

## Werk
Yvonne Roebs Arbeiten stellen meist Hybride und abstrahierte Mutationen aus Mensch, Tier oder Mineralwelten dar. Die Arbeiten erinnern oftmals an Motive der Welt des Unbewussten oder an Objekte aus den Wunderkammern und Naturalienkabinetten der Spätrenaissance. In Ausstellungen erschafft Roeb oft imaginäre oder reelle Räume, bildet abgeschlossene Welten, eigene Mikrokosmen aus jenen skulpturalen Wesen.
Indem Roeb allgemeingültige Formen aufgreift, dieser transformiert bzw. abstrahiert, stellt sie Bezüge zu Science-Fiction und Kulturgeschichte her. Roeb hat eine neue Art der Abstraktion in der Figuration erarbeitet, ihren hybriden Realismus.

### Liste der Werke (Auswahl)
|      |                                |                                 |                                            | |
| 2016 | Drama Queen                    | Acrylharz                       | 190 × 54 × 58 cm                           | |
| 2016 | Housed                         | Gips, Kunststoff                | 15,5 × 18 × 43,5 cm                        | |
| 2016 | Quadrille                      | Acrylharz, Kupfer, Edelstahl    | variable Größe                             | |
| 2015 | Alter Ego                      | Polyurethan                     | 48,5 × 34 × 84 cm                          | |
| 2015 | Go Go Gadget                   | Polyurethan                     | 16 × 49 × 53 cm, Granitstele 121 cm        | 2017 als limitierte Fotoedition erschienen |
| 2015 | Hominid                        | Polyurethan                     | 110 × 95 × 65 cm                           | |
| 2015 | Kauz                           | Latex, Wachs                    | 9 × 13,5 × 29 cm                           | |
| 2015 | Vogelstrauß                    | Kunststoff, Metall              | 146 × 65 × 71 cm                           | |
| 2015 | Weltempfänger                  | Polyester, Messing              | 53,5 × 30 × 45 cm                          | |
| 2014 | Assimilation                   | Gips, Achat                     | 25 × 32 × 64 cm                            | |
| 2014 | Cantus firmus                  | Ready-made                      | 66 × 53 × 54 cm                            | |
| 2014 | Media Nox                      | Kunststoff, Objet trouvé        | Glasvitrine 31 × 60 × 20,5 cm              | |
| 2014 | Riesenkrabbe                   | Gips                            | 33 × 44,5 × 49 cm                          | |
| 2014 | Sattel                         | Leder                           | 52 × 100 × 68 cm                           | |
| 2014 | Serie Sündenfall               | Papier, Messing                 | verschiedene Größen                        | |
| 2013 | Adam und Eva                   | Acrylharz, Objet trouvé, Gummi  | 75 × 55 × 28 cm                            | |
| 2013 | Chronos                        | Glas, Quarzsand                 | Paar, jeweils 49,5 × 18,5 × 18,5 cm        | |
| 2013 | Inner Part I                   | Acrylharz, Polyester, Schläuche | 110 × 37 × 21 cm                           | |
| 2013 | Nodus                          | Gips, Tau                       | 29 × 85 × 125 cm                           | |
| 2012 | Animale                        | Eisen, Acrylharz                | 221 × 63 × 63 cm                           | |
| 2012 | Serie Fulgurite                | Sinterglas                      | verschiedene Maße                          | Hochspannungsblitze in ungerichteter Sandform erstarrt. Kollaboration mit der Abteilung Blitzforschung der Universität der Bundeswehr München (Michael Manhardt und Dr. Wolfgang Zischank) |
| 2012 | Serpent                        | Acrylharz, Holz                 | 229 × 148 × 31 cm                          | |
| 2012 | Stuka                          | Gips, Harz, Wachs               | 140 × 23 × 96 cm                           | |
| 2012 | Totem                          | Acrylharz, Holz, Fell           | 190 × 92 × 43 cm                           | |
| 2011 | Female                         | Gips, Granit                    | 35 × 30 × 45 cm                            | |
| 2011 | Next I (Noticed it was Spring) | Gips, Kunststoff                | 19 × 9 × 19 cm                             | |
| 2010 | Birdcage                       | Holz                            | 155 × 45 × 45 cm                           | |
| 2010 | Bock                           | Gips                            | 150 × 43 × 72 cm                           | |
| 2010 | So früh schon abend            | Gips, Harz                      | 209 × 90 × 140 cm                          | |
| 2009 | Entity                         | Gips                            | 113 × 47 × 30 cm                           | |
| 2009 | Midnight Rider                 | Polyester, Pferdeschweif        | 270 × 30 × 60 cm                           | |
| 2009 | Vogeltod                       | Gips                            | 105 × 30 × 30 cm (einschl. Holzsockel)     | |
| 2009 | Wrack                          | Wachs, Objet trouvé             | 17 × 32 × 12,5 cm                          | |
| 2008 | Agave und Agave I              | Keramik                         | verschiedene Maße                          | |
| 2008 | Chokolate Cake                 | Porzellan, Objet trouvé         | ⌀ 30 × 9,5 cm                              | |
| 2008 | Honi soit que mal y pense      | Eisen, Abhörtechnik             | 54 × 22 × 7 cm                             | |
| 2008 | Hybris                         | Damaszener Stahl, Glas, Acryl   | 113 × 115 × 35 cm                          | Hoesch-Stahlkunstpreis für Skulpturen 2008 |
| 2007 | Honigdieb                      | Holz, Alu, Nylon, Metall        | ⌀ 140 cm                                   | Installation |
| 2007 | Phyton                         | Polyester                       | 200 × 27 × 30 cm (einschl. Stahlabhängung) | Installation |
| 2007 | White                          | Baum, Stärke, Wasser            | ⌀ 700 × 1200 cm                            | Installation |
| 2006 | Gulliver                       | Polyester, Latex                | 16 × 53 × 65 cm                            | |
| 2006 | Nachtbedeckt                   | Videoprojektion, Holz, Folie    | 10000 × 20000 cm                           | Installation im Wewerka-Pavillon, Münster |
| 2006 | Quercus                        | Slow-Motion-Kamera, Helikopter  | 7 min                                      | Video-Installation |
| 2006 | Rabenvogel                     | Polyester                       | 112 × 74 × 49 cm                           | |

(Quelle:)

## Ausstellungen
- 2017: The Desire called Utopia and other Science Fictions, Nassauischer Kunstverein (NKV), Wiesbaden[6][7].
- 2017: Made in Balmoral, Bad Ems[8].
- 2017: Point Quarz – Flower of Point, Galerie Carré, Villa Arson, Nizza.
- 2017: Yvonne Roeb. Bestiarium. Einzelausstellung im Hetjens-Museum, Düsseldorf.
- 2016: Yvonne Roeb. Im Über All. Einzelausstellung in der Schering Stiftung, Berlin.
- 2016: Edition 21-12 in der Kunsthalle Düsseldorf.
- 2016: Yvonne Roeb. Multiversum, Einzelausstellung in der Galerie Rupert Pfab, Düsseldorf.
- 2015: Yvonne Roeb. Divine Beast, Einzelausstellung im Rahmen von Sculpture 21 im Lehmbruck Museum, Duisburg, (Monografie).
- 2015: 7 women 7 sins, Kunstraum LLC, Brooklyn, New York.
- 2015: Eine Enzyklopädie des Zarten, in der Wunderkammer des Schlossmuseum Weimar (Katalog).
- 2014: Mythos Tier – Tiere in der bildenden Kunst, Kunstverein „Talstrasse“, Halle/Saale (Katalog).
- 2014: Alt – Zero – Neu, Goethe-Institut, Santa Cruz de la Sierra, Bolivien.
- 2014: Round One. Pipilotti Rist / Yvonne Roeb im Dialog, Flex, Berlin.
- 2013: Yvonne Roeb Before Present im Rahmen von Kultur im Kloster, Einzelausstellung im Archäologischen Landesmuseum Brandenburg im Paulikloster, Brandenburg.
- 2012: Yvonne Roeb: New Works, Einzelausstellung in der Galerie Wilma Tolksdorf, Frankfurt am Main.
- 2012: Konstellationen, Haus am Kleistpark, Berlin.
- 2012: Landschaften. Nachrichten zum Weltuntergang, Note On, Berlin.[9]